# Krajowa Rada Kuratorów

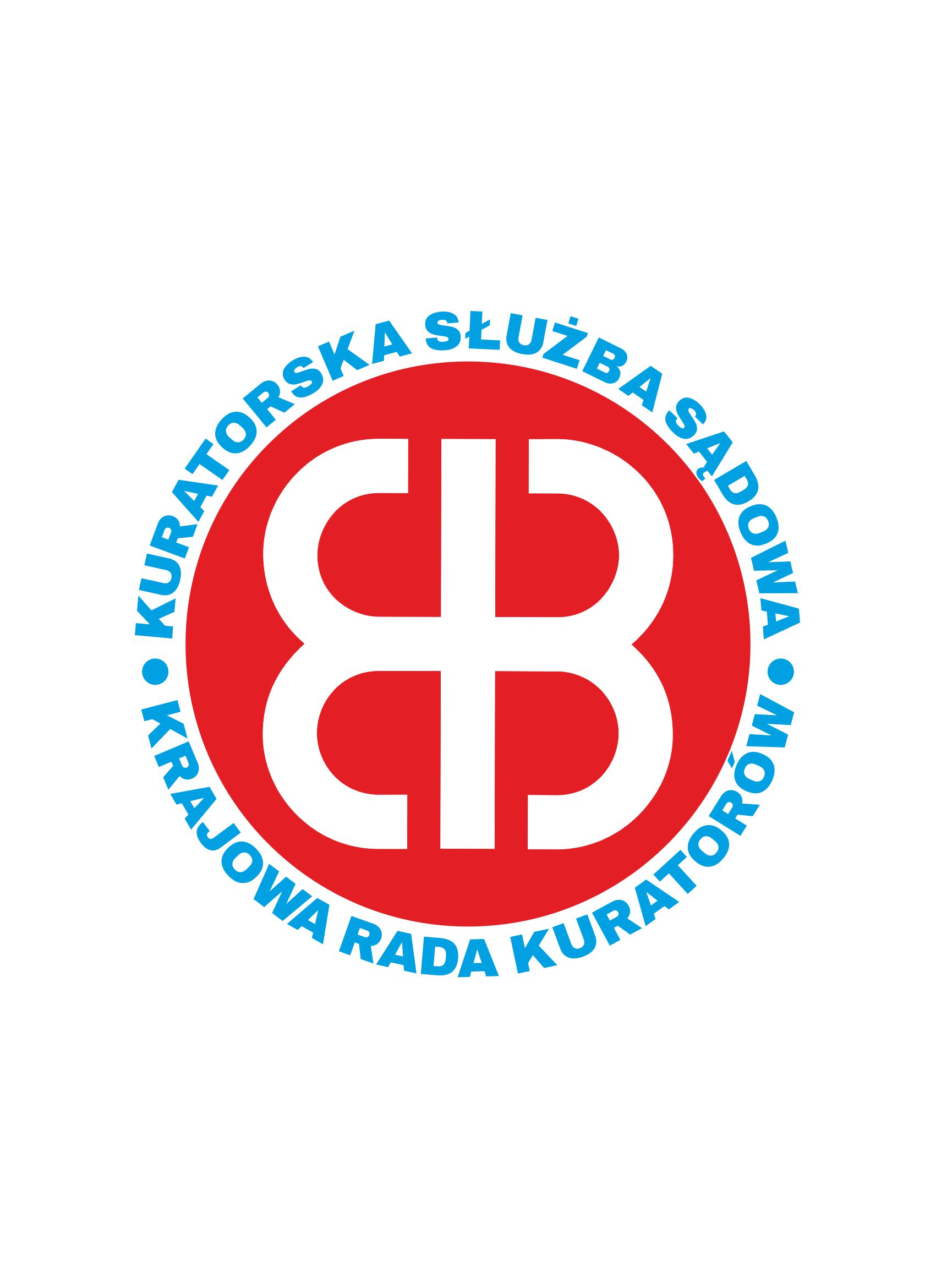
Logo Krajowej Rady Kuratorów

Krajowa Rada Kuratorów – organ reprezentujący kuratorów sądowych w Polsce na szczeblu krajowym.
Krajowa Rada Kuratorów powstała na podstawie ustawy z dnia 27 lipca 2001 r. o kuratorach sądowych. Pierwsze posiedzenie Rady odbyło się 10 lipca 2002 r. Kadencja Krajowej Rady Kuratorów trwa 4 lata. Decyzje Rada podejmuje kolegialnie na odbywanych cyklicznie posiedzeniach plenarnych. W okresach pomiędzy posiedzeniami pracami Krajowej Rady Kuratorów kieruje Prezydium w składzie: przewodniczący, zastępca przewodniczącego i sekretarz.
Przewodniczącymi Krajowej Rady Kuratorów byli:
- Andrzej Martuszewicz (10.07.2002 – 30.06.2012)
- Adam Syldatk (p.o. 01.07.2012 – 26.11.2012)
- Henryk Pawlaczyk (27.11.2012 – 24.04.2017)
- Grzegorz Kozera (25.04.2017 – 09.06.2022)
- Dariusz Palmirski (od 10.06.2022)

W ramach Krajowej Rady Kuratorów funkcjonują komisje stałe:
- komisja legislacyjno-prawna
- komisja rozwoju i współpracy
- komisję monitorowania warunków pracy, płacy i obciążeń obowiązkami kuratorów
- komisję etyki i spraw dyscyplinarnych

Do realizacji zadań o szczególnym znaczeniu powoływane są również komisje nadzwyczajne.

## Zadania Krajowej Rady Kuratorów
Krajowa Rada Kuratorów reprezentuje kuratorów sądowych, a w szczególności:
- uchwala kodeks etyki kuratorów sądowych
- podejmuje działania umożliwiające kuratorom zawodowym podnoszenie kwalifikacji zawodowych i poziomu wykonywanej przez nich pracy
- opiniuje projekty aktów prawnych dotyczących kuratorów sądowych oraz występuje z inicjatywą opracowania aktów prawnych dotyczących kuratorów sądowych i kurateli sądowej
- występuje do Ministra Sprawiedliwości i innych organów państwowych z wnioskami dotyczącymi warunków pracy i płacy grupy zawodowej kuratorów sądowych
- inicjuje badania naukowe nad funkcjonowaniem kurateli
- dokonuje okresowej oceny sądowej kadry kuratorskiej i liczby wykonywanych nadzorów i dozorów oraz przedstawia wniosków w tym zakresie Ministrowi Sprawiedliwości
- dokonuje corocznej oceny działalności prezydium Krajowej Rady Kuratorów
- uchwala regulamin pracy Krajowej Rady Kuratorów
- współpracuje z organizacjami kuratorskimi innych krajów
- wskazuje swojego przedstawiciela w komisji przeprowadzającej egzaminacyjny kończące aplikację kuratorską

Kodeks etyki kuratora sądowego został uchwalony na posiedzeniu Rady 6 maja 2004 roku.
Krajowa Rada Kuratorów opiniowała wiele projektów aktów prawnych dotyczących kuratorów sądowych bezpośrednio np. struktury organizacyjnej kuratorskiej służby sądowej, organizacji pracy kuratorów sądowych, zakresu i sposobu wykonywania przez nich zadań, jak i projekty dotyczące spraw społecznych, kodyfikacji karnych i sposobu wykonywania kar czy organizacji wymiaru sprawiedliwości. Przedstawiciele Rady aktywnie uczestniczą w pracach komisji parlamentarnych procedujących projekty ustaw mających związek z pracą kuratorów sądowych.

## Aktywność Krajowej Rady Kuratorów
Krajowa Rada Kuratorów inicjuje i współorganizuje różne wydarzenia o charakterze ogólnopolskim mające na celu popularyzowanie kurateli sądowej w Polsce. Jednym z nich są organizowane cyklicznie od 2009 r. kongresy kuratorskie.
Pierwszy kongres kuratorski odbył się w dniach 15–17 czerwca 2009 r. w Ustce pod hasłem „I Kongres kuratorski – historia – teraźniejszość – przyszłość”, drugi odbył się w dniach 25–26 września 2014 r. w Warszawie pod hasłem „Kuratorzy sądowi w służbie społeczeństwu – efekty i oczekiwania”, a trzeci w dniach 25–26 lutego 2019 r. w Poznaniu pod hasłem „Polska Kuratela Sądowa XXI wieku – z tradycji wyrasta przyszłość”. Ważnym wydarzeniem dla środowiska kuratorskiego w Polsce zorganizowanym przez Krajową Radę Kuratorów wraz z Komisją Sprawiedliwości i Praw Człowieka Sejmu RP oraz Komisją Praw Człowieka, Praworządności i Petycji Senatu RP była konferencja „90 lat kurateli sądowej w Polsce. Historia – teraźniejszość – przyszłość”, która odbyła się 11 grudnia 2009 r. w gmachu Sejmu RP.

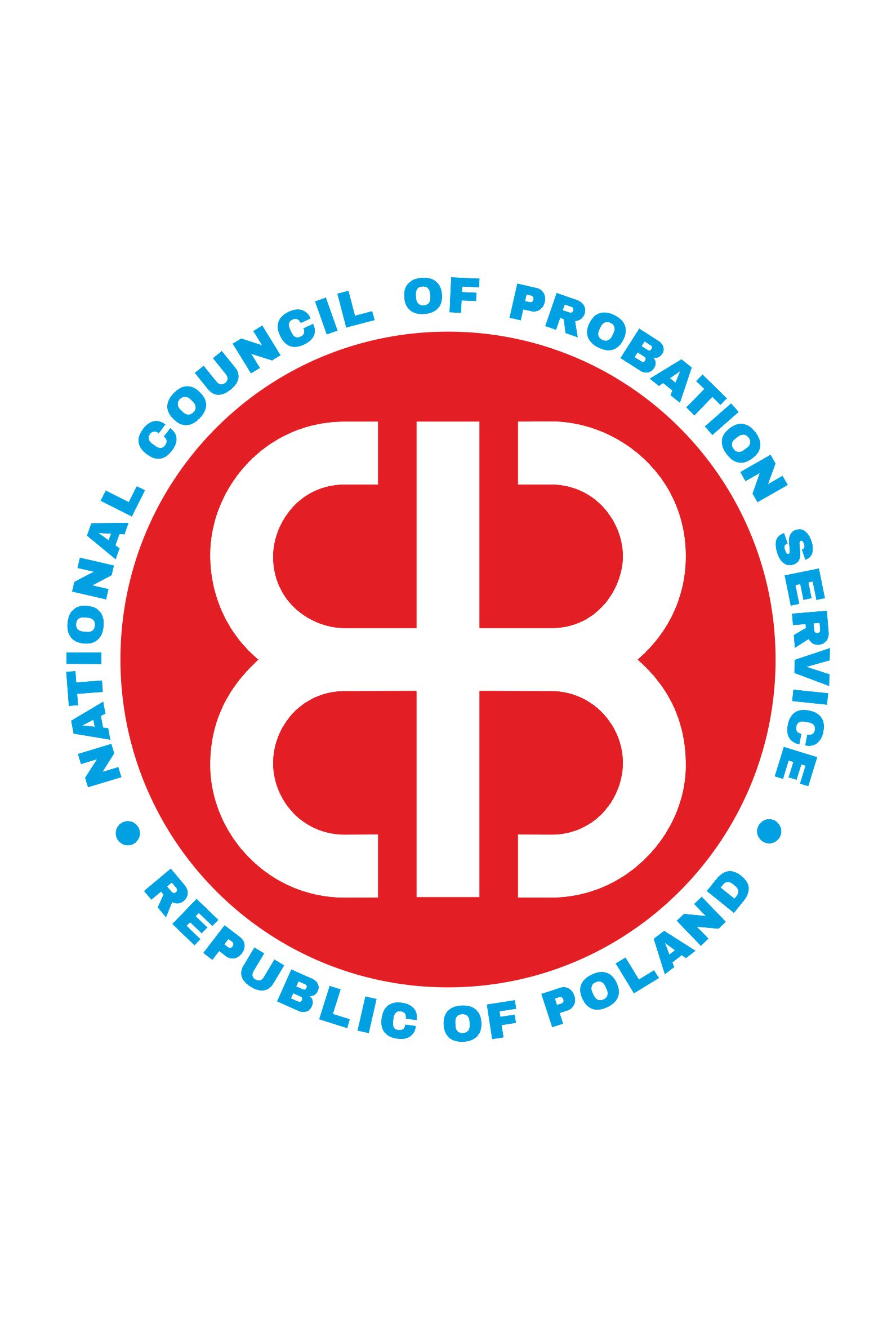
Anglojęzyczna wersja logo Krajowej Rady Kuratorów

Krajowa Rada Kuratorów współorganizuje także tematyczne konferencje ogólnopolskie, np.:
- 10 maja 2012 r. w Warszawie konferencję naukową „Ośrodki kuratorskie – szansą na resocjalizację nieletnich w środowisku lokalnym.”[10],
- 8 września 2012 r. w Warszawie konferencję z okazji 20-lecia uchwalenia ustawy o kuratorach sądowych „Nowoczesne państwo, nowoczesna kuratela. 20 lat ustawy o kuratorach sądowych.”[11],
- 23 kwietnia 2015 r. w Cieszynie konferencję naukową „Kurator sądowy w zredukowanej czy w poszerzonej rzeczywistości”[12],
- 14 grudnia 2022 r. w Rzeszowie konferencję naukową „Problemy wykonywania orzeczeń sądowych i kurateli sądowej – w poszukiwaniu optymalnego modelu.”[13],
- 22 września 2023 r. we Wrocławiu konferencję naukową „Kuratorzy sądowi – wyzwania, oczekiwania, możliwości”[14].

KRK, w celu zapewnienia wsparcia intelektualnego kurateli sądowej w Polsce, utrzymuje bliskie relacje z przedstawicielami świata nauki zajmującymi się problematyką związaną z zawodową aktywnością kuratorów sądowych. Współpracuje z wieloma ośrodkami naukowo-edukacyjnymi w Polsce. Utrzymuje bliskie relacje z Krajową Szkołą Sądownictwa i Prokuratury. Zawarła porozumienia o współpracy z Wydziałem Prawa, Administracji i Ekonomii Uniwersytetu Wrocławskiego, z Akademią Wymiaru Sprawiedliwości w Warszawie (dawniej Szkoła Wyższa Wymiaru Sprawiedliwości) i z Akademią Policji w Szczytnie.
Staraniem Krajowej Rady Kuratorów w 2008 r., nakładem Wydawnictwa Prawniczego „LexisNexis” w Warszawie, ukazało się opracowanie „Zarys metodyki pracy kuratora sądowego” pod redakcją Tadeusza Jedynaka i Krzysztofa Stasiaka. Monografia jest jedynym kompleksowym opracowaniem problematyki pracy kuratorów sądowych w Polsce. W kolejnych wydaniach jest aktualizowana o wprowadzane zmiany w pracy kuratorów sądowych.
Krajowa Rada Kuratorów jest sygnatariuszem podpisanego 24 września 2015 r. Porozumienia Samorządów Zawodowych i Stowarzyszeń Prawniczych oraz powołanego 27 września 2021 r. Ogólnopolskiego Porozumienia Samorządów Zawodów Zaufania Publicznego.
Krajowa Rada Kuratorów jest członkiem Europejskiej Konfederacji ds. Probacji (Confederation of European Probation CEP).
3 listopada 2007 r. Krajowa Rada Kuratorów w uznaniu za zaangażowanie w rozwój i profesjonalizację kurateli sądowej w Polsce została odznaczona Medalem Senatu Rzeczypospolitej Polskiej.